# Syringa reticulata
Syringa reticulata; en xinès: 暴马丁香 bao ma ding xiang; japonès: ハシドイ hashidoi) és una espècie de petit arbre que pertany a la família de les oleàcies. És originària de l'est d'Àsia, al Japó (principalment a Hokkaido), nord de la Xina, Corea, i llunyà est de Rússia.

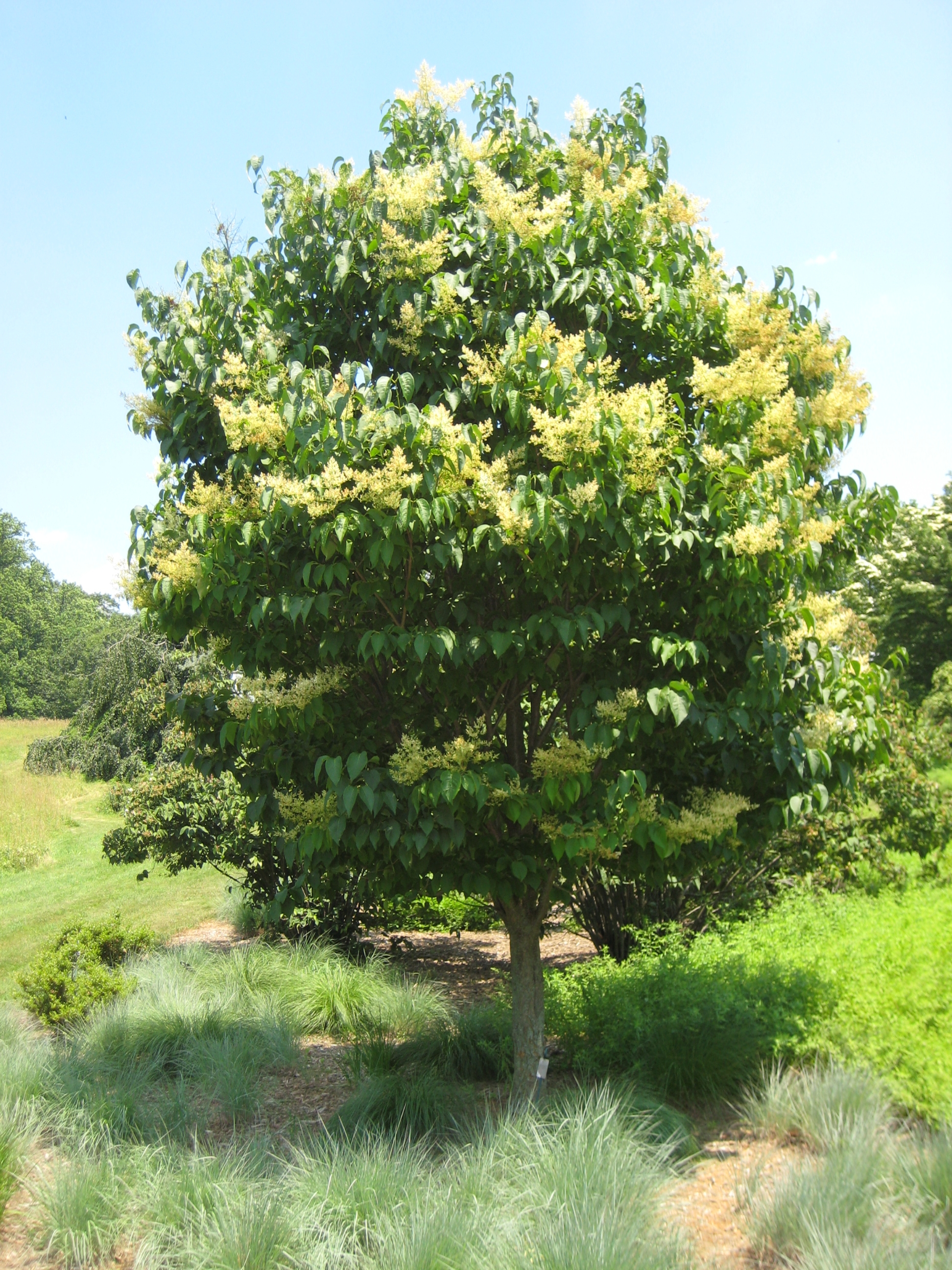
Vista de l'arbre

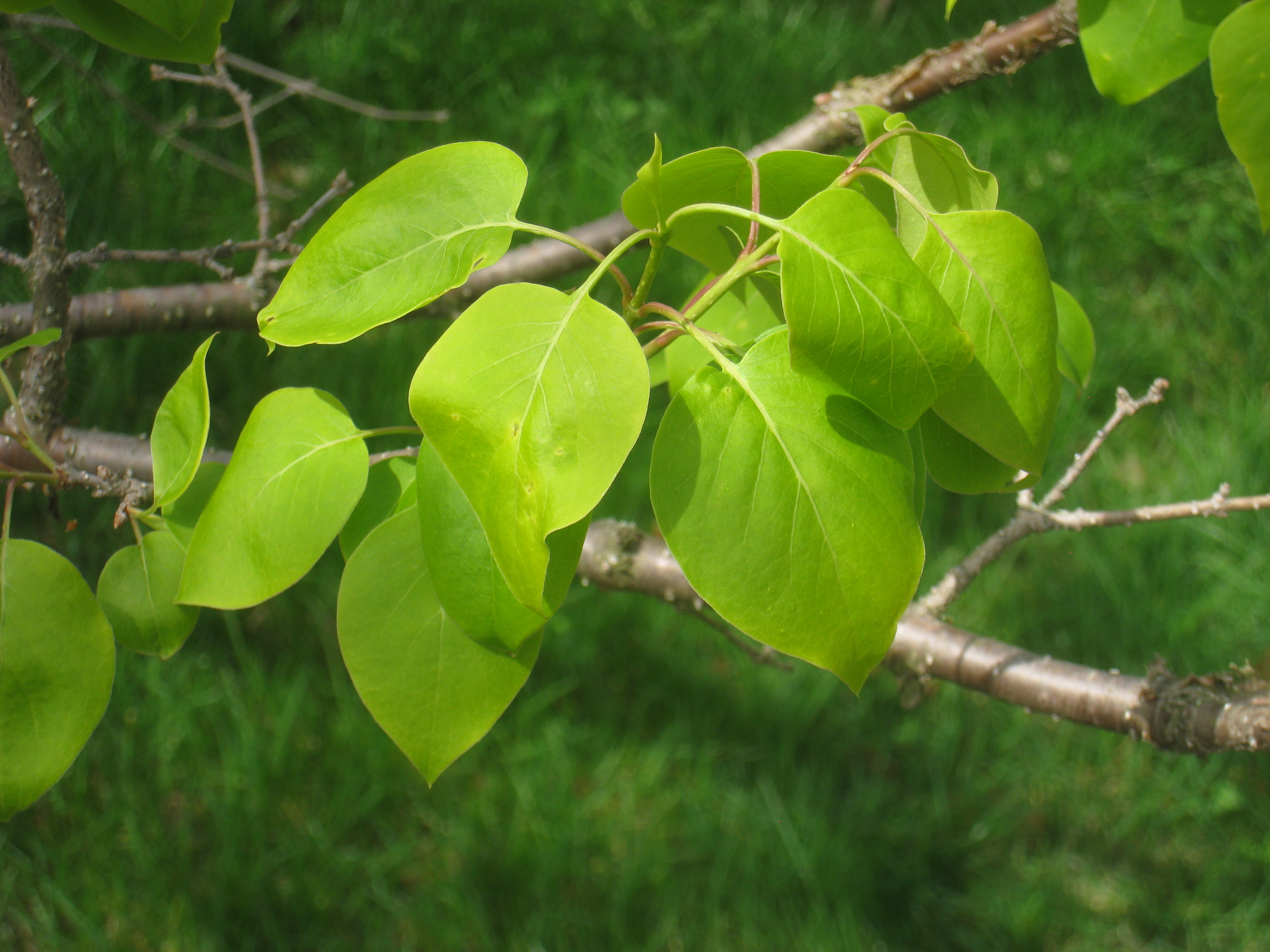
Fulles

## Descripció
És un petit arbre caducifoli que arriba a una grandària de fins a 12 m d'alçada, rarament 15 m, amb un tronc de fins a 30 cm (rarament 40 cm) de diàmetre, és l'espècie més grossa de lilà, i l'únic que regularment produeix un petit arbre en lloc d'un arbust. Les fulles són el·líptiques, agudes, de 2,5–15 cm de llarg i 1–8 cm, amb un marge sencer, i una textura rugosa amb vetes lleugerament impressionades. Les flors són de color blanc o blanc crema, la corol·la amb una base tubular de 4–6 mm de llarg i amb quatre lòbuls i una forta fragància. Les inflorescències es produeixen en àmplies panícules de 5–30 cm de llarg i 3–20 cm d'ample al començament de l'estiu. El fruit és una càpsula seca, suau marró de 15–25 mm de llarg, partint-se en dos per alliberar dues alades de llavors.

## Taxonomia
Syringa reticulata va ser descrita per (Blume) H.Hara i publicat a Journal of Japanese Botany 17(1): 21. 1941.
Varietats
Té tres subespècies:
- Syringa reticulata subsp. reticulata. Japó.
- Syringa reticulata subsp. amurensis (Rupr.) P.S.Green & M.C.Chang (syn. S. reticulata var. mandschurica (Maxim.) H.Hara). Northeastern Xina, Corea, southeastern Rússia.
- Syringa reticulata subsp. pekinensis (Rupr.) P.S.Green & M.C.Chang. North-central Xina.

Sinonímia
- Ligustrina japonica V.N. Vassil.

subsp. amurensis (Rupr.) P.S.Green & M.C.Chang
- Ligustrina amurensis (Rupr.) Rupr.
- Ligustrina amurensis var. mandshurica Maxim.
- Ligustrina reticulata f. bracteata (Nakai) Nakai
- Ligustrina reticulata var. longifolia (Nakai) Nakai
- Ligustrina reticulata var. mandshurica (Maxim.) Nakai
- Syringa amurensis Rupr.
- Syringa amurensis f. bracteata Nakai
- Syringa amurensis var. longifolia Nakai
- Syringa amurensis var. mandshurica (Maxim.) Korsh.
- Syringa amurensis var. rotundifolia Lingelsh.
- Syringa ligustrina Leroy
- Syringa rotundifolia Decne.

subsp. pekinensis (Rupr.) P.S.Green & M.C.Chang
- Ligustrina amurensis var. pekinensis (Rupr.) Maxim.
- Ligustrina pekinensis (Rupr.) Regel exDippel
- Ligustrina pekinensis var. pendula (F.L.Tremp) Grosdem.
- Ligustrum pekinense (Rupr.) K.Koch
- Syringa amurensis var. pekinensis (Rupr.) Maxim.
- Syringa ligustrina var. pendula F.L.Tremp
- Syringa pekinensis Rupr.
- Syringa pekinensis var. pendula (F.L.Tremp) Dippel

subsp. reticulata
- Ligustrina amurensis var. japonica Maxim.
- Ligustrina japonica (Maxim.) L.Henry
- Ligustrina reticulata (Blume) Nakai
- Ligustrum reticulatum Blume
- Syringa amurensis var. japonica (Maxim.) Franch. & Sav.
- Syringa japonica (Maxim.) Decne.[6]